# 솔로몬의 딸
《솔로몬의 딸》(영어: Not Without My Daughter)은 미국에서 제작된 브라이언 길버트 감독의 1991년 드라마 영화이다. 샐리 필드, 앨프리드 몰리나 등이 출연하였고, 해리 J. 어플런드 등이 제작에 참여하였다.

## 출연진
- 샐리 필드
- 앨프리드 몰리나
- 실리아 로즌솔
- 로샨 세트
- 세라 버델
- 모니 레
- 조르주 코라파스

## 기타 제작진
- 협력 제작: 앤서니 웨이
- 배역: 마이크 펜턴, 조이스 갤리, 주디 테일러
- 미술: 앤서니 프랫
- 의상: 닉 이드

## 우리말 녹음
MBC 성우진
- 송도영 - 베티 (샐리 필드)
- 박일 - 베티 남편 (앨프리드 몰리나)
- 김현직
- 정희선
- 김수희
- 이종혁
- 박조호
- 박소라
- 엄현정
- 이철용
- 정남
- 배정민